# Weston (Oregon)
Weston – miasto w Stanach Zjednoczonych, w stanie Oregon, w hrabstwie Umatilla.